# 福田萌
福田 萌（ふくだ もえ、1985年（昭和60年）6月5日 - ）は、日本のタレント。岩手県出身。ジャパン・ミュージックエンターテインメント（エキサイティング・トリガー）所属。結婚前の本名は芸名と同じ。夫はオリエンタルラジオの中田敦彦。

## 経歴
岩手県岩手郡滝沢村（現・滝沢市）生まれ。盛岡中央高等学校、2009年3月横浜国立大学経営学部国際経営学科卒業。
高校時代はオーストラリアに1年間の留学経験がある。現役合格して入学した横浜国立大学では、同校のミスキャンパス 『ミス横浜国大 （2006）』に選出され、さらに、『ミスオブミスキャンパスクィーンコンテスト （2006）』での審査員特別賞を受賞した。
大学在学中から芸能活動を始め、2007年11月からはテレビのバラエティー番組 『ラジかるッ』（日本テレビ）で、火曜日と木曜日のお天気お姉さん兼アシスタントを担当（2009年3月まで）したほか、2009年にはテレビの連続ドラマ 『トライアングル』に、女優としてレギュラー出演した。
2009年3月、クイズ番組 『おとなの学力検定スペシャル小学校教科書クイズ!』（日本テレビ）にて、同じ大学出身のタレントである眞鍋かをり、高樹千佳子と初共演したが、福田はかねてから自身のブログで、「（横浜国立大学の）OG会を開催したい」と、2人との共演を熱望していた。
2012年3月放送の『資格☆はばたく』（NHK Eテレ）にて、3級FP技能士に挑戦し合格した。同年7月、2級FP技能士に合格。

## 私生活
演歌歌手の福田こうへいは親戚にあたる。
2012年6月3日、オリエンタルラジオの中田敦彦と入籍することを発表、6月4日に結婚記者会見を行い、6月5日に入籍した。結婚後も「福田萌」として活動している。
2013年に第1子女児、2017年に第2子男児、2023年に第3子男児を出産した。
2021年3月、家族でシンガポールに移住。

## 人物
時折、毒のあるコメントをすることから「腹黒キャラ」が定着。テレビ番組 『ラジかるッ』では司会の中山秀征らから「腹黒萌」と呼ばれていた。また、有吉弘行からのあだ名は「あごなし」。
SNSではTwitterに参加しており、おおむね毎日、ほぼ午前0時に「よるほー」、ほぼ午前2時に「うしほー（丑の刻より）」の時報をつぶやいている。
プロ野球東京ヤクルトスワローズのオフィシャルサポーター「つばめッ娘クラブ」のメンバーである。
大学時代はESS(English Speaking Society)に所属、国際コミュニケーション英語能力テスト（TOEIC）のスコアは825点であった。入部早々、先輩と付き合いはじめたことから、サークルでは恋愛の達人と呼ばれていた。大学在学中にアナウンススクールへ通っていた。就職活動としてアナウンサー試験を受け、日本テレビ・TBS・フジテレビ・テレビ朝日などを受験したがいずれも不採用になったという。
2012年8月22日放送の『中居正広の怪しい噂の集まる図書館』にてこれからの自身のタレント戦略として女性の支持も受けていきたいという理由から「すっぴん」を公開した。

## 出演

### テレビ
- スワローズTV!2008（2008年、フジテレビ739） - MC
- プロ野球ニュース2009（2009年4月 - 11月、フジテレビTWO〔初回〕・ONE〔再放送〕）- 日曜日MC
- コーパス100!で英会話 (2009年4月 - 9月、NHK教育) 月 - 木
- 井筒和幸のホメシネ（2010年6月 - 2013年5月 、スカパー!）
- 一狩りいこうぜ!（2011年1月 - 2011年4月 テレビ東京） - MC
- スマホのトリセツ（2012年4月 - 2014年3月 NOTTV）毎週月曜 - 金曜放送 MCで出演 [19]
- #エンダン[20]（2012年4月 - 2013年6月、NOTTV） 月曜深夜 MCで出演
- コネクト（2012年4月 - 2013年3月NHK） (月1回：1週目金曜日)※ナレーション
- うまいもの大陸・いわて探訪（2013年、BSフジ）
- 一狩りいこうぜ!4（2013年11月 -2014年1月 テレビ東京） - MC
- 一狩りいこうぜ!4G（2014年11月 -2015年1月 テレビ東京） - モンハン雑学キャスター

### ドラマ
- ごくせん（2008年、日本テレビ）
- リアル・クローズ（2008年、関西テレビ）
- 枯れオヤジ〜カレセンと呼ばないで〜（2008年、BSフジ）
- トライアングル（2009年、関西テレビ）
- 君のせい（2009年5月4日・5月5日、TBS）
- リアル・クローズ（2009年、関西テレビ）
- 月曜ゴールデン「大家だけが知っている!〜幸多福子の下町事件簿〜」（2010年8月2日、TBS）
- あまちゃん「第３５話　おらのじっちゃん、大暴れ」「第５２話　おらの大失恋」（2013年、NHK総合）

### ラジオ
- ひびきともえ（2009年10月6日 - 2010年3月23日、毎週火曜日 21:00 - 21:30、文化放送）
- 夕やけ寺ちゃん 活動中（2010年10月5日 - 2013年3月26日、15:30 - 17:50、火曜日パートナー、文化放送）
- The Nutty Radio Show おに魂（2010年10月5日 - 2013年6月26日、20:00 - 23:00、火曜日→水曜日パーソナリティ、NACK5）
- 日本医療科学大学　presents Girls medicine（2012年11月3日、12:55 - 14:55、パーソナリティ、NACK5）
- モンハンラジオ　良三の部屋（2012年11月15日 -  、隔週木曜日、アシスタント、インターネットラジオステーション音泉）[21]
- 福田萌の幸せラジオ 早朝なのにロケット団（2013年4月15日、2013年6月10日、2014年8月25日、4:00 - 5:00 パーソナリティ、文化放送）
- もえ・コン　June bride（2013年6月9日、12:55 - 15:55、パーソナリティ、NACK5）

### 連載
- アップ トゥ ボーイ（2008年、ワニブックス）英会話コーナー「もえーかいわ」
- CIRCUS（2008年、KKベストセラーズ）CIRCUS TREND もえ通
- 小説宝石（2008年、光文社）書評コラム
- 週刊プレイボーイ（2008年、集英社）週刊 萌ニュース
- サンケイスポーツ（2012年）隔週火曜日ヤクルトのコラム「YSに萌」

## 書籍
- 福田萌フォトブック『福田萌』 （2008年10月2日、ワニブックス） ISBN 978-4847041280
- もえtter〜萌のつぶやき日和 （2011年8月5日、宝島社） ISBN 978-4796683494